# Doi cát nối đảo

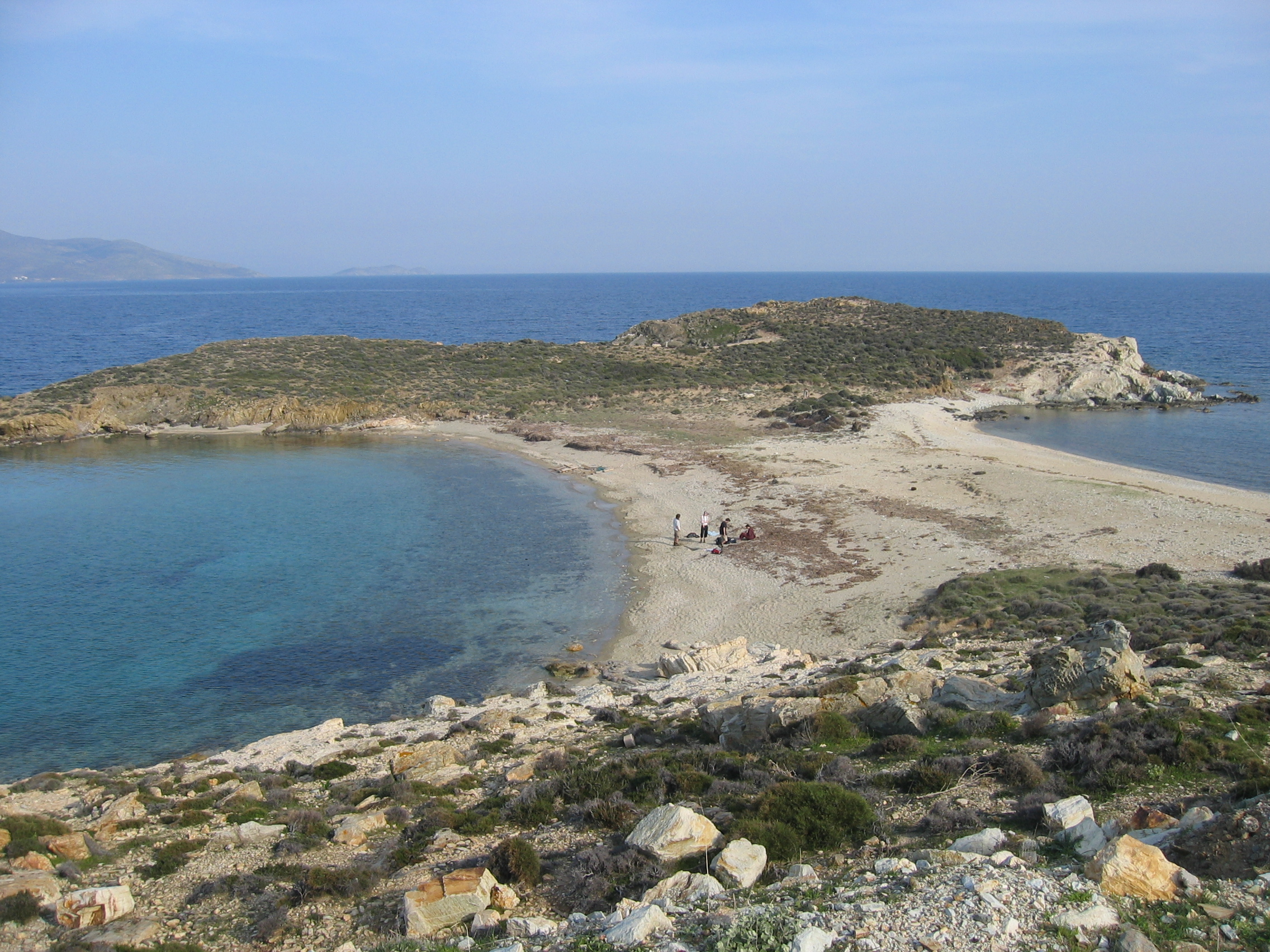
Một doi cát nối đảo gần Karystos, Euboea, Hi Lạp

Doi cát nối đảo, bãi nối hay tôm-bô-lô (tiếng Ý: tombolo, bắt nguồn từ tiếng Latinh tumulus) là một dạng địa hình tích tụ, theo đó một doi cát hay mũi nhô hẹp sẽ nối liền một hòn đảo với đất liền. Khi đó, đảo này được gọi là đảo nối (đảo liền bờ). Nhiều doi cát nổi trên mực nước biển có thể nối nhiều đảo lại với nhau thành một hệ thống gọi là bãi nối đảo liên hợp (tombolo cluster). Hai doi cát nối đảo có thể cùng nhau rào lấy một vùng nước (gọi là phá) mà về sau trầm tích có thể lấp đầy phá nước này.

## Sự hình thành

### Sự khúc xạ của sóng

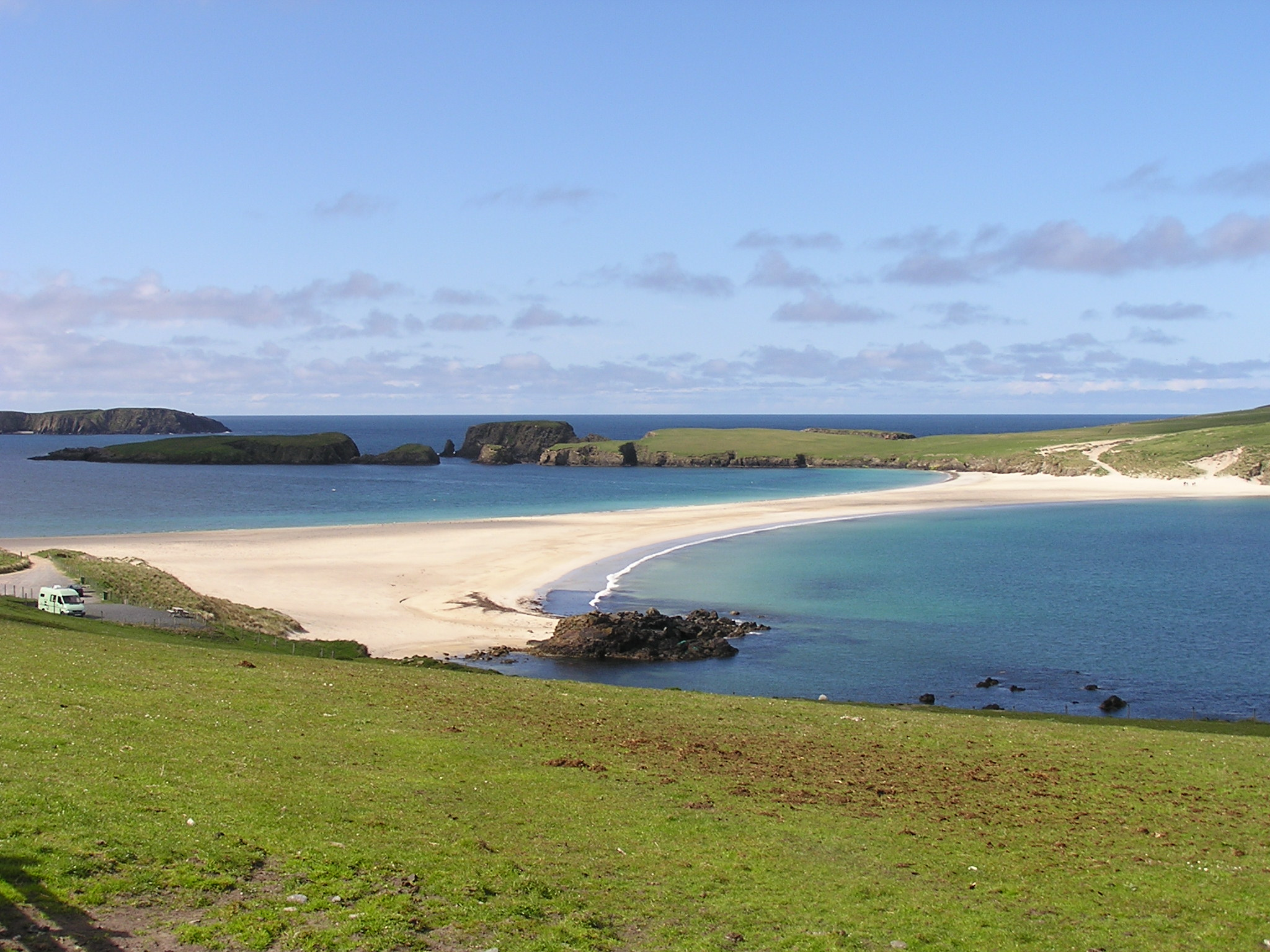
Một doi cát nối đảo nối St Ninian's Isle với Mainland thuộc Shetland

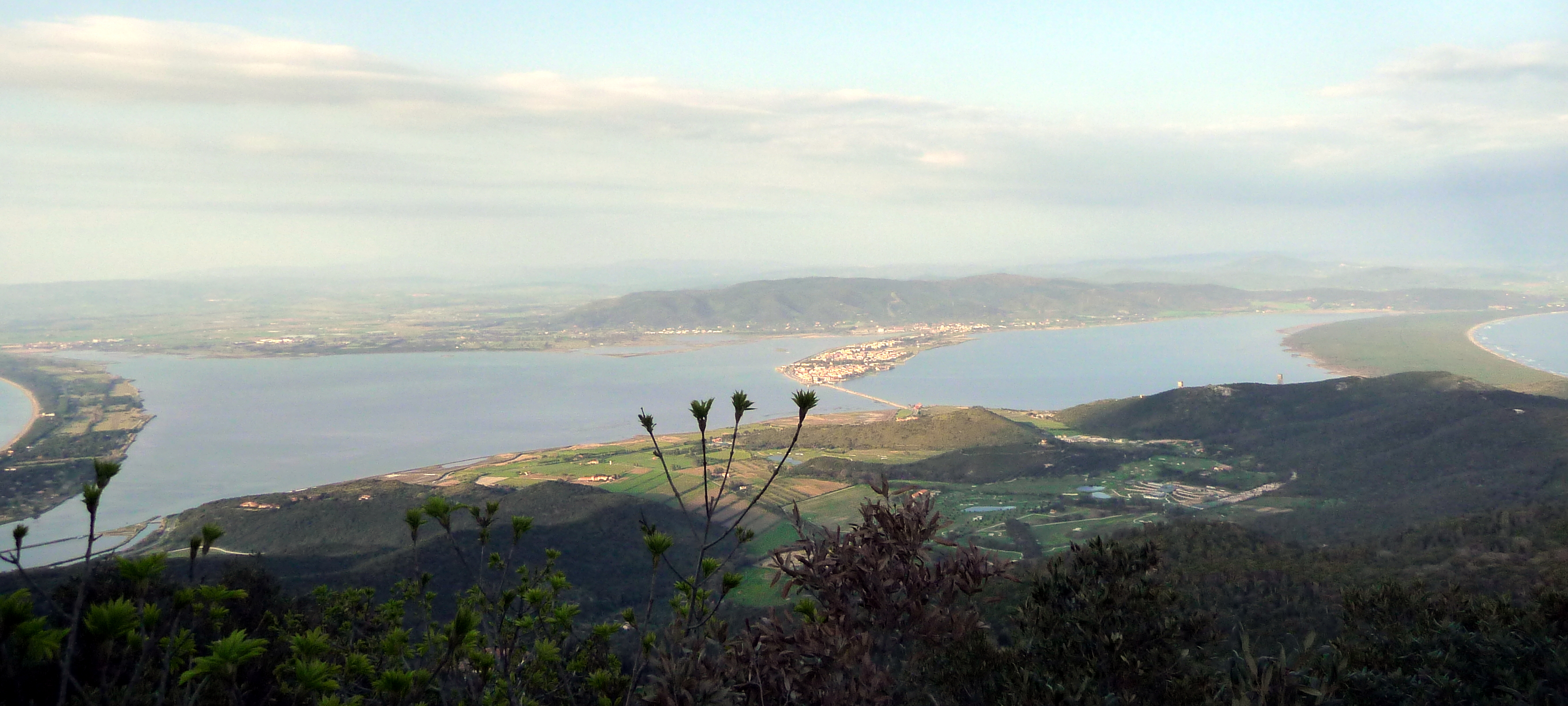
Monte Argentario, Tuscany, Ý

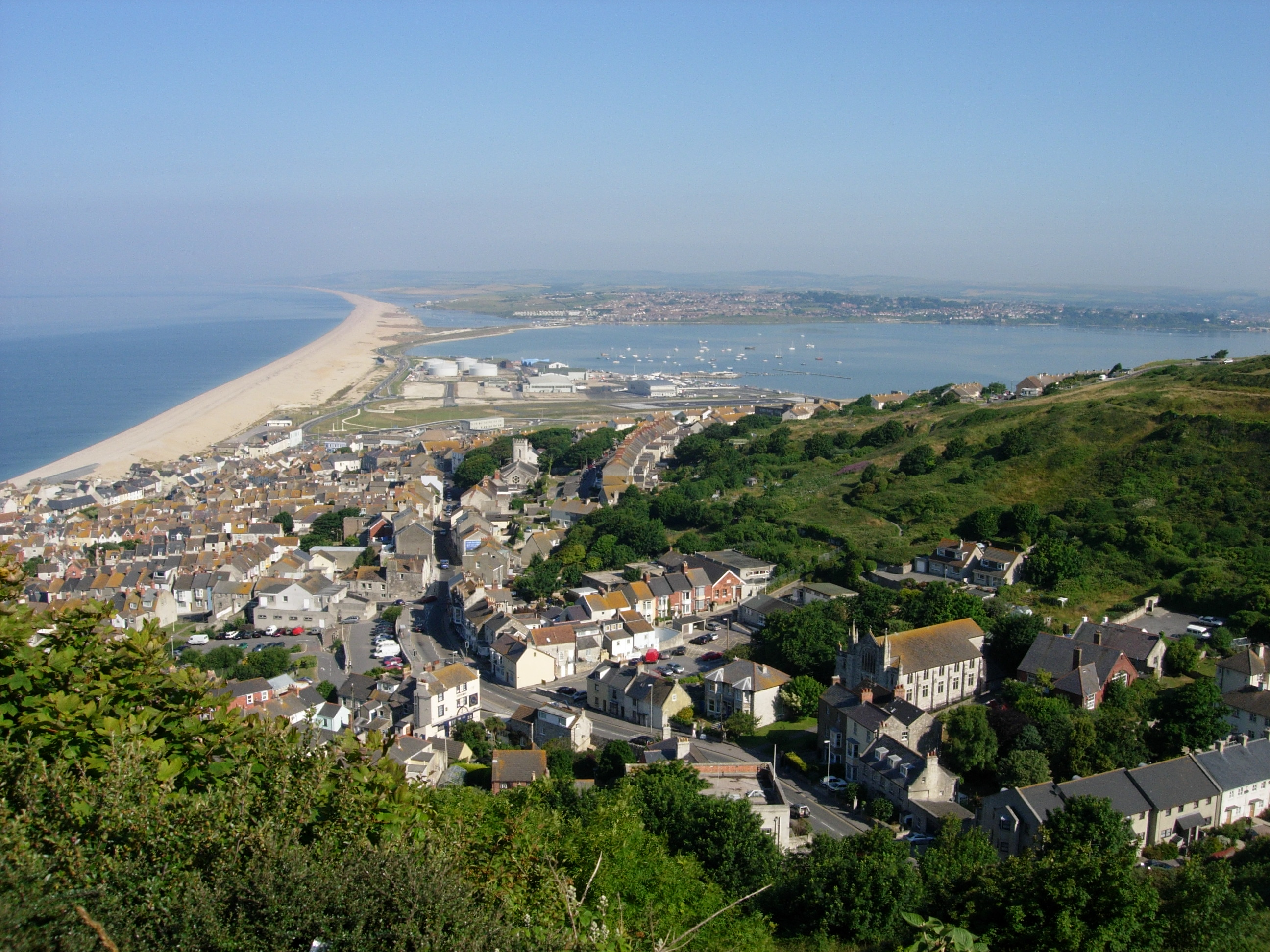
Chesil Beach, nhìn từ Isle of Portland

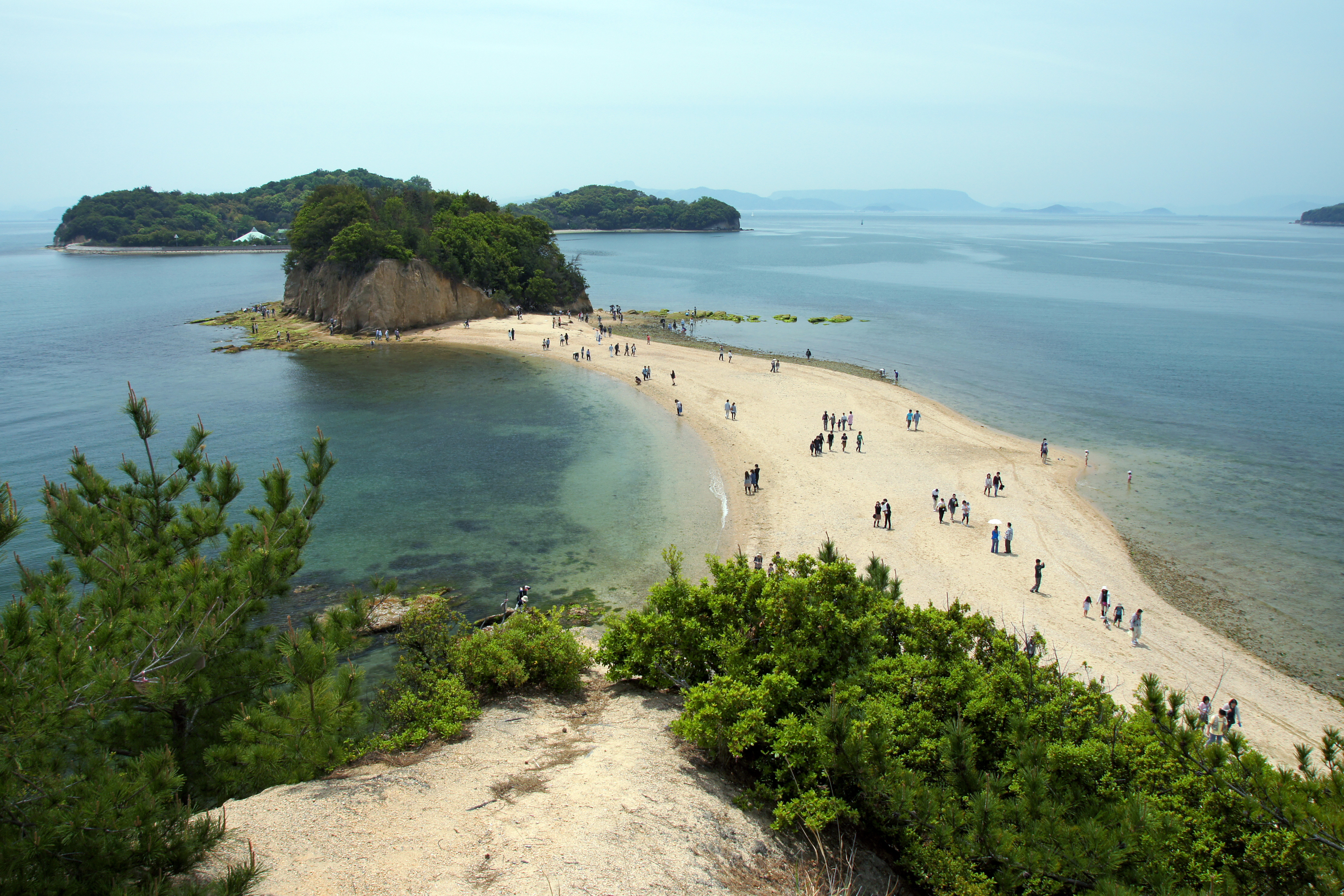
"Con Đường Thiên Thần" ở đảo Shōdo, Nhật Bản

Các doi cát nối đảo "thực sự" được hình thành từ sự khúc xạ sóng biển. Khi các con sóng đến gần đảo, chúng giảm tốc độ do gặp phải vùng nước nông bao quanh đảo. Khi đó, những con sóng này sẽ khúc xạ hay "uốn quanh" đảo về phía ngược lại với hướng sóng. Mẫu hình sóng sinh ra từ sự chuyển động trên sẽ tạo nên sự hội tụ dòng chảy dọc bờ ở mặt bên kia của hòn đảo. Các trầm tích bãi biển đi theo sự vận chuyển sườn ở phía khuất gió của hòn đảo sẽ tích tụ tại đó, khớp đều với hình dạng của mẫu hình sóng. Nói cách khác, các con sóng cuốn đi trầm tích ở cả hai mặt của hòn đảo. Cuối cùng, một doi cát hình thành nhờ số trầm tích bồi đắp lại. Nó nối hòn đảo với đất liền và trở thành một doi cát nối đảo (bãi nối).

### Dòng chảy dọc bờ sườn
Trong trường hợp Chesil Beach hay Spurn Head, đảo nối không phải là nhân tố quyết định dòng vật chất di chuyển dọc bờ biển. Trong trường hợp này cũng như các trường hợp tương tự, dù rằng dải hạt cấu tạo bờ biển nối đảo với đất liền vẫn được gọi là doi cát nối đảo nhưng tốt hơn là nên thay bằng khái niệm gắn liền với sự hình thành của dải hạt đó, ví dụ mũi nhô.

## Hình thái học và phân phối trầm tích
Các doi cát nối đảo dễ bị thủy triều và các hiện tượng thời tiết tác động. Vì vậy, thỉnh thoảng người ta xây dựng các công trình như đường sá và bãi đỗ xe tại đây nhằm củng cố các doi cát này. Lớp trầm tích tạo nên doi cát nối đảo trên bề mặt thì mịn hơn trong khi càng xuống dưới thì càng trở nên thô hơn. Có thể dễ dàng nhìn thấy lớp cát và cuội thô này khi các con sóng phá huỷ và cuốn đi lớp hạt mịn bên trên. Mực nước biển gia tăng có thể góp phần bồi thêm cho doi cát nối đảo vì lớp vật chất của doi cát được đẩy lên khi mực nước biển dâng cao; một ví dụ về hiện tượng này là Chesil Beach (nối Isle of Portland với Dorset ở Anh).
Doi cát nối đảo biểu thị tính nhạy cảm của các đường bờ. Có thể thấy rằng, một mẩu đất nhỏ như một hòn đảo cũng có thể thay đổi lối chuyển động của sóng và dẫn đến các cách thức tích tụ trầm tích khác nhau.

## Danh sách doi cát nối đảo đáng chú ý
- Con Đường Thiên Thần ở đảo Shōdo, Nhật Bản
- Bán đảo Aupouri, New Zealand
- Ayre o Swinister, quần đảo Shetland, Scotland
- Mũi đất Barrenjoey, Pittwater, New South Wales, Úc
- Beavertail Point, Conanicut Island, Rhode Island
- Biddeford Pool, Maine [3]
- Cádiz, Andalusia, Tây Ban Nha
- Đảo Chappaquiddick, Martha's Vineyard, Massachusetts
- Đảo Charles, Connecticut
- Chesil Beach, Dorset, Anh
- Trường Châu, Hồng Kông
- Vịng Fingal, New South Wales, Úc
- Núi Gibraltar
- Grand Island National Recreation Area, Michigan, Hồ Thượng
- Gwadar, Pakistan
- Hakodate, Hokkaidō, Nhật Bản
- Howth Head, Dublin, Cộng hòa Ireland
- Đảo Inishkeel, Narin, Cộng hòa Ireland
- Eo đất ở Aden, Yemen
- Bán đảo Kapıdağ, Balıkesir, Thổ Nhĩ Kỳ
- Kettla Ness, Burra, Shetland, Scotland
- Kurnell, Sydney, New South Wales, Úc
- Langness, Castletown Bay, đảo Man
- Las Palmas de Gran Canaria, quần đảo Canaria, Tây Ban Nha
- Llandudno, Wales
- Đảo Louds ở vịnh Muscongus, Maine
- Maharees, Dingle Peninsula, Cộng hòa Ireland
- Mare Island, Vallejo, California
- Mersey Point, Shoalwater, tiểu bang Tây Úc
- Miquelon, Saint-Pierre và Miquelon, Pháp
- Monemvassia, Laconia, Peloponnesus, Hy Lạp
- Monte Argentario, Toscana, Ý
- Mount Maunganui, New Zealand
- Mount Taipingot, đảo Rota, quần đảo Bắc Mariana
- Nahant, Massachusetts (đây là một bãi nối tự nhiên nhưng được nối với đất liền bằng một đường đắp cao)
- Palisadoes, Kingston, Jamaica
- Presqu'ile Provincial Park, Ontario, Canada
- Presqu'ile de Giens, Hyères, Pháp
- Quiberon, Pháp
- Sainte-Marie, Martinique, Martinique, Pháp
- Đảo Sharp, Tây Cống, Hồng Kông
- St Ninian's Isle, quần đảo Shetland, Scotland
- Scotts Head, Dominica
- Taylor's Island, Shelter Island, Tiểu bang New York
- Yei of Huney, Huney, quần đảo Shetland, Scotland
- Bãi biển Nissi, Ayia Napa, Cộng hòa Síp